# Val d'Anjou
Le Val d'Anjou est une région naturelle de France située au centre du département de Maine-et-Loire et la région Pays de la Loire.

## Situation
Cette région naturelle est située au centre du département de Maine-et-Loire. C’est la province de l'Anjou qui lui a donné son nom. Avec le Val de Loire tourangeau, le Blésois et le Val de Loire orléanais, elle forme un vaste espace naturel appelé le Val de Loire. Ce pays est entouré par les régions naturelles suivantes :
- Au nord par le Segréen et le Baugeois.
- A l’est par le Val de Loire tourangeau.
- Au sud par le Saumurois et les Mauges.
- A l’ouest par le Pays d'Ancenis.